# Station Łódź Dąbrowa PODG
Station Łódź Dąbrowa is een spoorwegstation in de Poolse plaats Łódź.